# Onthophagus decolor
Onthophagus decolor là một loài bọ cánh cứng trong họ Bọ hung (Scarabaeidae).